# Cont curent

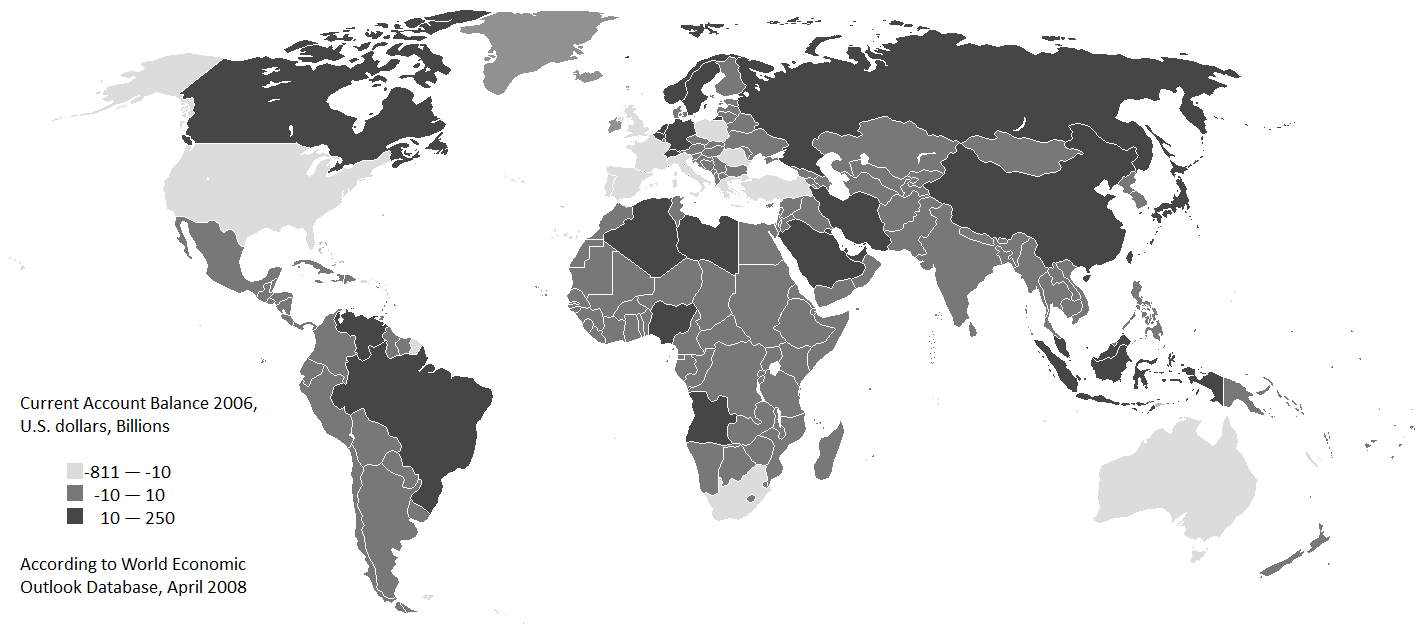
Balanţa contului curent, 2006

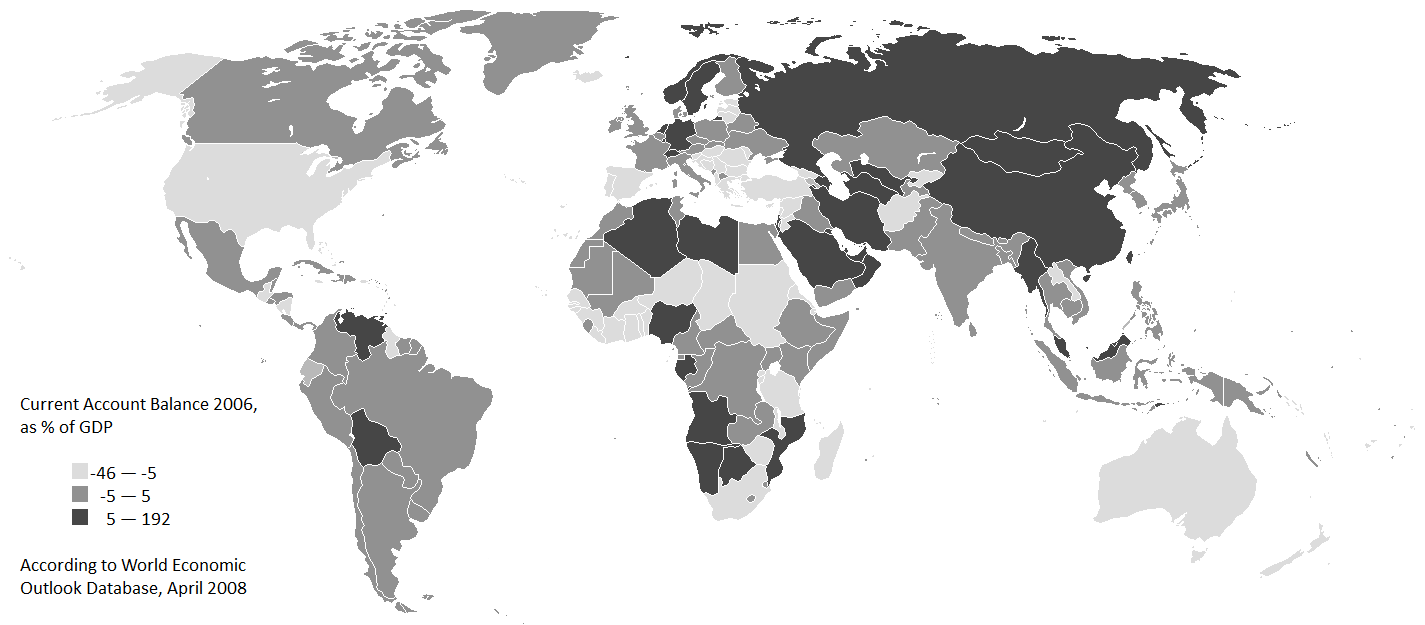
Balanţa contului curent, 2006, ca procentaj din PIB

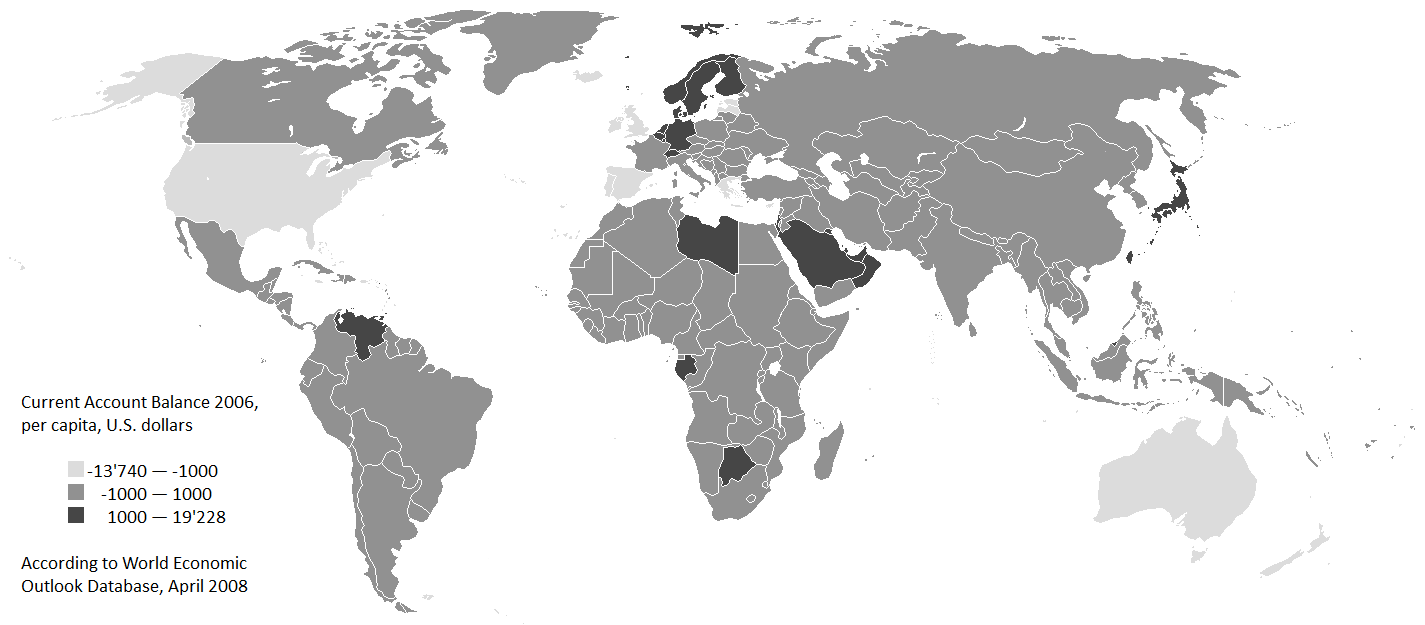
Balanţa contului curent, 2006, pe cap de locuitor, în dolari SUA

Cont curent este un cont deschis de o unitate bancară unui client pentru păstrarea mijloacelor bănești ale acestuia și efectuarea unor operații curente (plăți și încasări). 
Este una dintre componentele principale ale balanței de plăți, cealaltă fiind balanța capitalului. Este suma dintre balanța comercială (exporturi minus importuri de bunuri și servicii), veniturile din producție și plățile de transfer (precum ajutorul extern).
{\displaystyle {\begin{aligned}{\mbox{Cont curent}}&={\mbox{Balanță comercială}}\\&+{\mbox{Net factor income from abroad}}\\&+{\mbox{Transferuri unilaterale nete din străinătate}}\\\end{aligned}}}

## Prezentare generală
Contul curent este un indicator important a economii. Este definită ca sumă a balanței comerțului (exporturile de bunuri și servicii minus importurile), a venitului net din străinătate și a transferurilor curente nete. 
Soldul comerțului unei țări este netul sau diferența dintre exporturile de bunuri și servicii ale țării și importurile de bunuri și servicii, cu excepția tuturor transferurilor financiare, a investițiilor și a altor componente, într-o anumită perioadă de timp. Un stat are un excedent comercial dacă exporturile sale depășesc importurile și un deficit comercial dacă importurile depășesc exporturile.
Vânzările net pozitive în străinătate contribuie la un surplus de cont curent; vânzările net negative în străinătate contribuie la un deficit de cont curent. Deoarece exporturile generează vânzări net pozitive și deoarece soldul comercial este de obicei cea mai mare componentă a contului curent, excedentul de cont curent este de obicei asociat exporturilor net pozitive. 
În contul net de venituri sau venituri din factori, plățile de venituri sunt ieșiri, iar veniturile din venituri sunt intrări. Veniturile sunt încasări din investițiile efectuate în străinătate (nota: investițiile sunt înregistrate în contul de capital, dar veniturile din investiții sunt înregistrate în contul curent) și banii trimiși de persoanele fizice care lucrează în străinătate cunoscute ca remitențe. În cazul în care contul de venituri este negativ, statul plătește mai mult decât dobândește din dobânzi, dividende etc.